# 為我停留
為我停留（英語：Stay For Me）是香港歌手黎明的國語錄音室專輯，全碟由陳永明監製，收錄了11首國語歌曲，專輯於1994年7月15日由唱片公司寶麗金首次在台灣發行。

## 背景
1994年，黎明與寶麗金的合約於年底屆滿，雙方在合約屆滿前達成續約共識，並於1994年7月8日簽訂新合約，寶麗金隨即安排推出此專輯。寶麗金中文唱片部經理劉毓華陪同黎明到台灣宣傳此專輯，台灣寶麗金在黎明抵達當天舉行記者招待會，會上寶麗金向黎明進行台灣習俗的「下聘」之禮，先給黎明66個餅作訂，意味與黎明落訂續約，同時把此專輯的名字由「一點愛就足夠」改為「為我停留」取其意義。

## 製作
專輯《為我停留》由黎明的上一張國語專輯《深秋的黎明》製作人林明陽，以及黎明的粵語專輯製作人陳永明聯合監製。此專輯以抒情歌為主，包括7首國語歌及3首粵語歌。歌曲〈為我停留〉及〈對你的愛永遠多一點〉是此專輯的主打歌，〈為我停留〉是台灣中國電視公司（中視）的電視連續劇《夢醒時分》主題曲；〈對你的愛永遠多一點〉是台灣單曲知音榜的冠軍歌。

## 曲目列表
| CD       | CD                 | CD       | CD             | CD       | CD                                   | CD    |
| 曲序     | 曲目               |          | 作曲           | 编曲     | 备注                                 | 时长  |
| -------- | ------------------ | -------- | -------------- | -------- | ------------------------------------ | ----- |
| 1.       | 為我停留           | Michael  | 吳旭文         | 王豫民   | 台灣中視電視連續劇《夢醒時分》主題曲 | 4:53  |
| 2.       | 對你的愛永遠多一點 | 謝明訓   | 蔡議樟         | 屠穎     |                                      | 4:19  |
| 3.       | 別讓夢醒太早       | 姚若龍   | 蔡議樟         | 王繼康   |                                      | 4:45  |
| 4.       | 只好逃避           | 何啟弘   | Cleet Boris    | 唐奕聰   | 歌曲〈不可推搪〉國語版               | 4:02  |
| 5.       | 別讓我等           | 謝明訓   | 林東松         | 洪敬堯   |                                      | 5:05  |
| 6.       | 寧願時光倒轉       | 十一郎   | 吳旭文         | 鍾興民   | 歌曲〈不該再讓你孤單〉國語版         | 3:53  |
| 7.       | 等你點頭           | 白進法   | 天濛光         | 蘇德華   | 歌曲〈我的另一半〉國語版             | 2:21  |
| 8.       | YA YA YA           | 方麗莎   | 佐籐、橫山輝一 | 陳澤忠   | 國語版                               | 4:39  |
| 9.       | 最怕聽你哭著說再見 | 謝明訓   | 陳子鴻         | 盧東尼   |                                      | 4:13  |
| 10.      | 情深怕緣淺         | 何啟弘   | 黃卓穎         | 孫崇偉   |                                      | 4:09  |
| 11.      | 最後的戀愛         | 單立文   | 單立文         | 蘇德華   |                                      | 3:51  |
| 总时长： | 总时长：           | 总时长： | 总时长：       | 总时长： | 总时长：                             | 46:10 |

## 幕後製作人員
以下是《為我停留》的幕後製作人員名單：
- 結他：江建民（曲目2）、蘇德華（曲目1,3－11）
- 色士風：蕭東山
- 和音：謝文德、陳子鴻、陳秀珠、馬玉芬、黃卓穎
- 混音：林明陽、鍾國泰、黃卓叡
- 錄音： Dragon Studio錄音師群、史大維、林世龍、許經綸、黃偉峰、黃卓叡、黃欽勝
- 美術指導：Jackson Lee
- 設計：吳建羲、鄭絢仁
- 攝影：張文華[8]
- 項目經理：黃偉菁
- 監製：林明陽、陳永明（曲目4,7,8,11）
- 經理人公司：百事活娛樂事業有限公司